# Ngọc Hòa, Chương Mỹ
Ngọc Hòa là một xã thuộc huyện Chương Mỹ, thành phố Hà Nội, Việt Nam.
Xã có diện tích 5,87 km², dân số năm 2022 là 9.259 người, mật độ dân số đạt 1.577 người/km².